# Radošov
Radošov är en ort i Tjeckien. Den ligger i regionen Vysočina, i den centrala delen av landet, 130 km sydost om huvudstaden Prag. Radošov ligger 582 meter över havet och antalet invånare är 182.
Terrängen runt Radošov är huvudsakligen platt, men åt sydväst är den kuperad.Runt Radošov är det tätbefolkat, med 683 invånare per kvadratkilometer. Närmaste större samhälle är Jihlava, 15,7 km väster om Radošov. Trakten runt Radošov består till största delen av jordbruksmark.